# Ivica Maksimovic

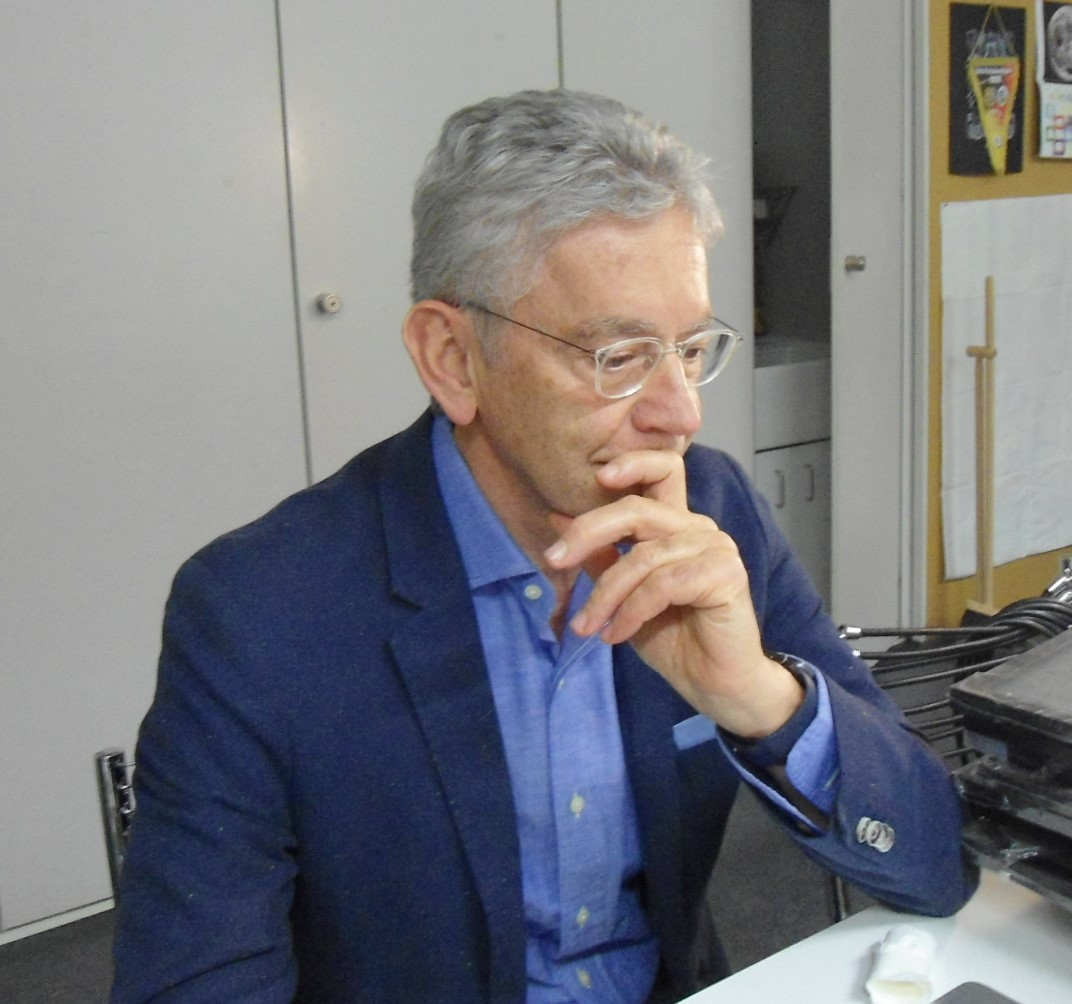
Ivica Maksimovic

Ivica Maksimovic (* 1953 in Zrenjanin, SFR Jugoslawien, heute Serbien) ist ein deutscher Kommunikationsdesigner und ehemaliger Rektor der Hochschule der Bildenden Künste Saar (HBKsaar) in Saarbrücken.

## Leben
Maksimovic kam 1962 mit seiner Familie nach Deutschland. 1976/77 studierte er Grundlehre bei Oskar Holweck an der Fachhochschule des Saarlandes im Fachbereich Design und von 1977 bis 1980 Kommunikationsdesign bei Peter von Kornatzki an der Fachhochschule Darmstadt im Fachbereich Gestaltung. Nach Abschluss des Studiums arbeitete er zwischen 1980 und 1985 als Art Director bei den Werbeagenturen GGK in Düsseldorf und Lürzer, Conrad & Leo Burnett sowie Young & Rubicam in Frankfurt am Main. Bis 1989 war er Creative Director und Mitglied der Geschäftsleitung bei der Werbeagentur RSCG, Butter, Rang in Düsseldorf.
1989 wurde er Professor für Visuelle Kommunikation an der HBKsaar und gründete gleichzeitig seine eigene Agentur Maksimovic & Partners, die bis 2015 bestand. Zu dessen Kunden zählten Braun, T+A, die Landesregierung des Saarlandes, die Landeshauptstadt und die Stadtwerke Saarbrücken, Bank 1 Saar, SR 3 und viele weitere. Die Arbeiten wurden mehrfach ausgezeichnet, darunter mit der Gold-, Silber- oder Bronzemedaille des Art Directors Club, dem britischen D&AD-Award, dem New York Festival Finalist Award oder dem Red Dot Design Award. Bekannte Mitstreiter waren die Fotografen Michael Ehrhart, André Mailänder und der Texter Ono Mothwurf.
1999 entwarf Maksimovic die Wahlkampagne für Peter Müller (CDU) zur Landtagswahl des Saarlandes. Die Kampagne sorgte für Aufsehen, weil u. a. UFO-Motive auf den Wahlplakaten zu sehen waren. 2017 leitete er gemeinsam mit Jonathan Kunz die Wahlkampagne zur Landtagswahl für Bündnis 90/Die Grünen Saarland.
Vom 1. Oktober 2004 bis 1. Oktober 2013 war er Rektor der HBKsaar und von 2009 bis 2011 der Sprecher der Rektorenkonferenz der deutschen Kunsthochschulen (RKK).

## Schriften
- mit Sebastian Turner und Ernest W. Uthemann: Martin Pross, Ideenglück: eine Ausstellung in der Reihe "Statement" in Kooperation mit der Hochschule der Bildenden Künste Saar. Stiftung Saarländischer Kulturbesitz, Saarbrücken, 2005, ISBN 3-932183-36-3
- Bodo Baumgarten: beim Aktzeichnen. Museum St. Wendel, 2006, ISBN 3-928810-59-6
- mit Judith Schalansky und Ernest W. Uthemann: Anke Mila Menck, Zucker im Lack: eine Ausstellung in der Reihe „Statement“ der Stadtgalerie Saarbrücken. Kerber, Bielefeld, 2006, ISBN 3-938025-77-8